# Dario Castello
Dario Castello (né à Venise, 19 octobre 1602 (bapt.) et mort dans la même ville le 2 juillet 1631) est un compositeur et violoniste italien du début du XVIIe siècle qui vécut et travailla à Venise. Il joua un rôle important dans la transformation de la canzona instrumentale en sonate.

## Biographie
Dario Domenico Castello est né à Venise, où il est baptisé le 19 octobre 1602 dans la paroisse de San Barnaba.
Il reçoit sa formation de son père Giovanni Battista, violoniste actif au sein de plusieurs compagnies d'instrumentistes vénitiens. Sa carrière a certainement été favorisée par le réseau de relations familiales avec certains musiciens importants opérant à Venise.
En
1620, il s'engage dans une carrière ecclésiastique et en 1623 est ordonné sous-diacre, en 1625 diacre et en 1627 prêtre.
Il
est également à la tête d'une compagnia de musichi d'instrumenti da fiato, comme l'indique la page de titre du premier et du deuxième livre de ses Sonate concertate in stile moderno, publiés respectivement en 1621 et 1629. Le 19 novembre 1624, il est nommé sonador di violin (violoniste) à la Basilique Saint-Marc, alors dirigée par Claudio Monteverdi, où son frère Francesco officiait déjà comme tromboniste depuis quelques mois .
Il meurt à Venise le 2 juillet 1631 dans la paroisse de Sant'Angelo, victime de l'épidémie de peste de 1629-1631. 
Il a publié deux recueils de Sonate concertate in stil moderno per sonar nel organo, overo spineta con diversi instrumenti, à 2 et 3 voix et basse continue. Ces sonates, encore librement construites, dénotent un goût prononcé pour la virtuosité.

## Style

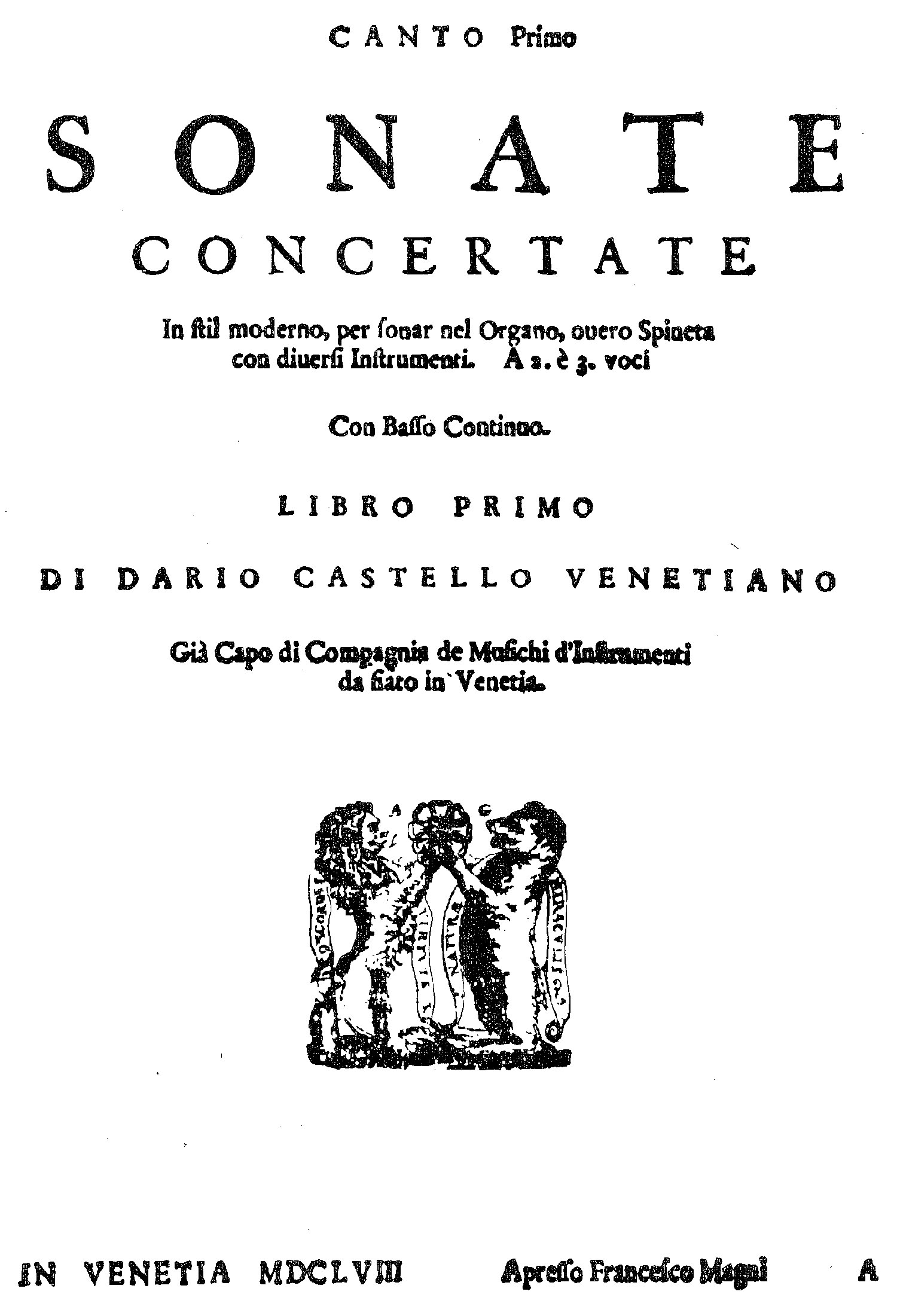

29 de ses compositions nous sont parvenues. Sa musique était pleine d'inventivité et dotée d'une technique brillante et raffinée. Ses œuvres étaient composées de sections polyphoniques entrecoupées de sections dramatiques de forme récitatif sur une basse continue, conformément au titre des publications in stil moderno ; cependant, il utilisait également la technique de l'ancienne forme canzone, qui employait de courtes sections avec des contrastes sonores marqués alternant avec des étendues mélodiques. Castello a également indiqué quels instruments devaient interpréter la musique, mentionnant cornet à bouquin, violons, sacqueboute et dulciane.

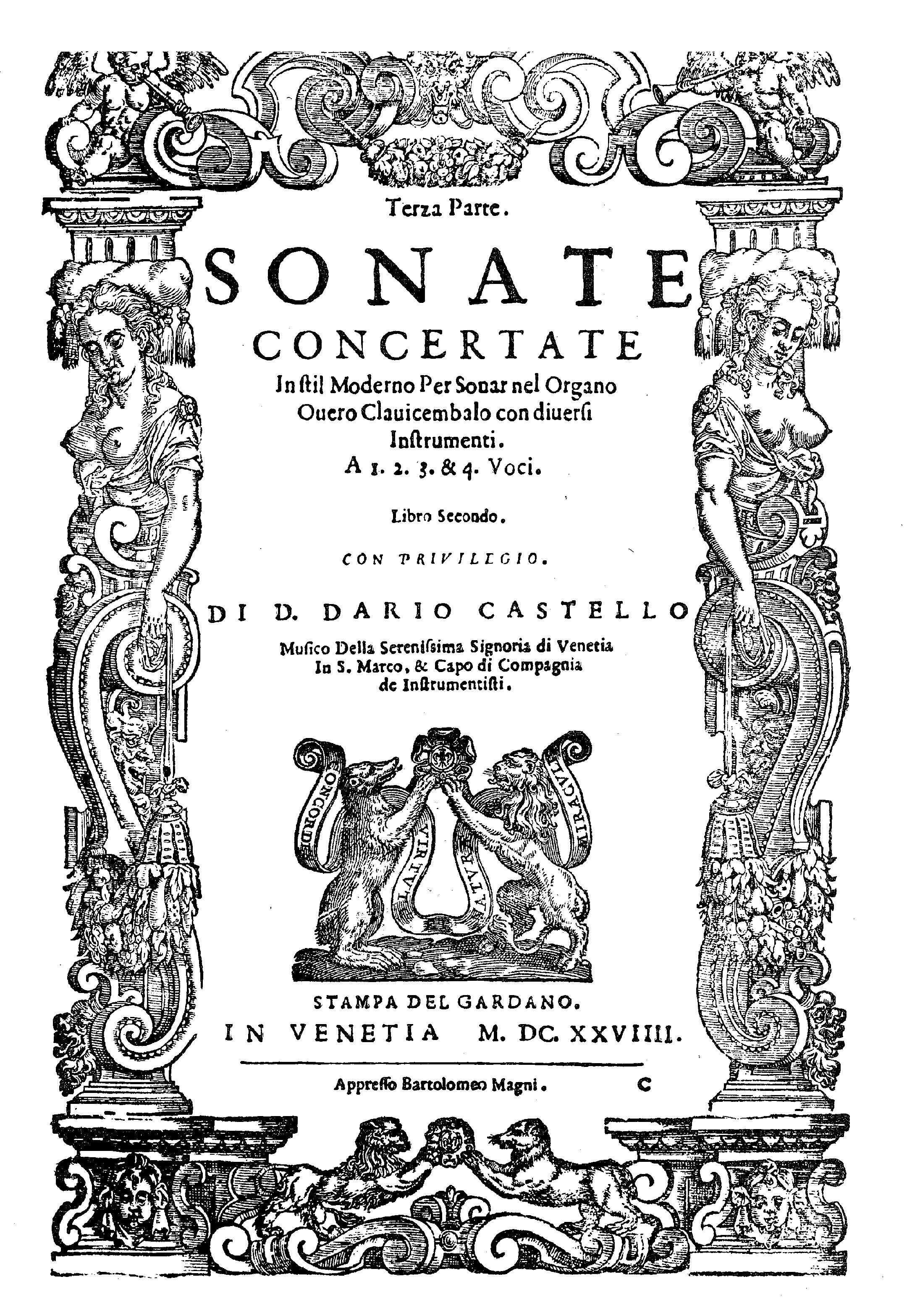

Ses recueils de sonates sont réédités jusqu'en 1658 à Venise et Anvers, confirmant l'intérêt des musiciens de l'époque pour la production du compositeur.

## Œuvres
- Sonate Concertate in Stil Moderno, Libro I, Venise, 1621

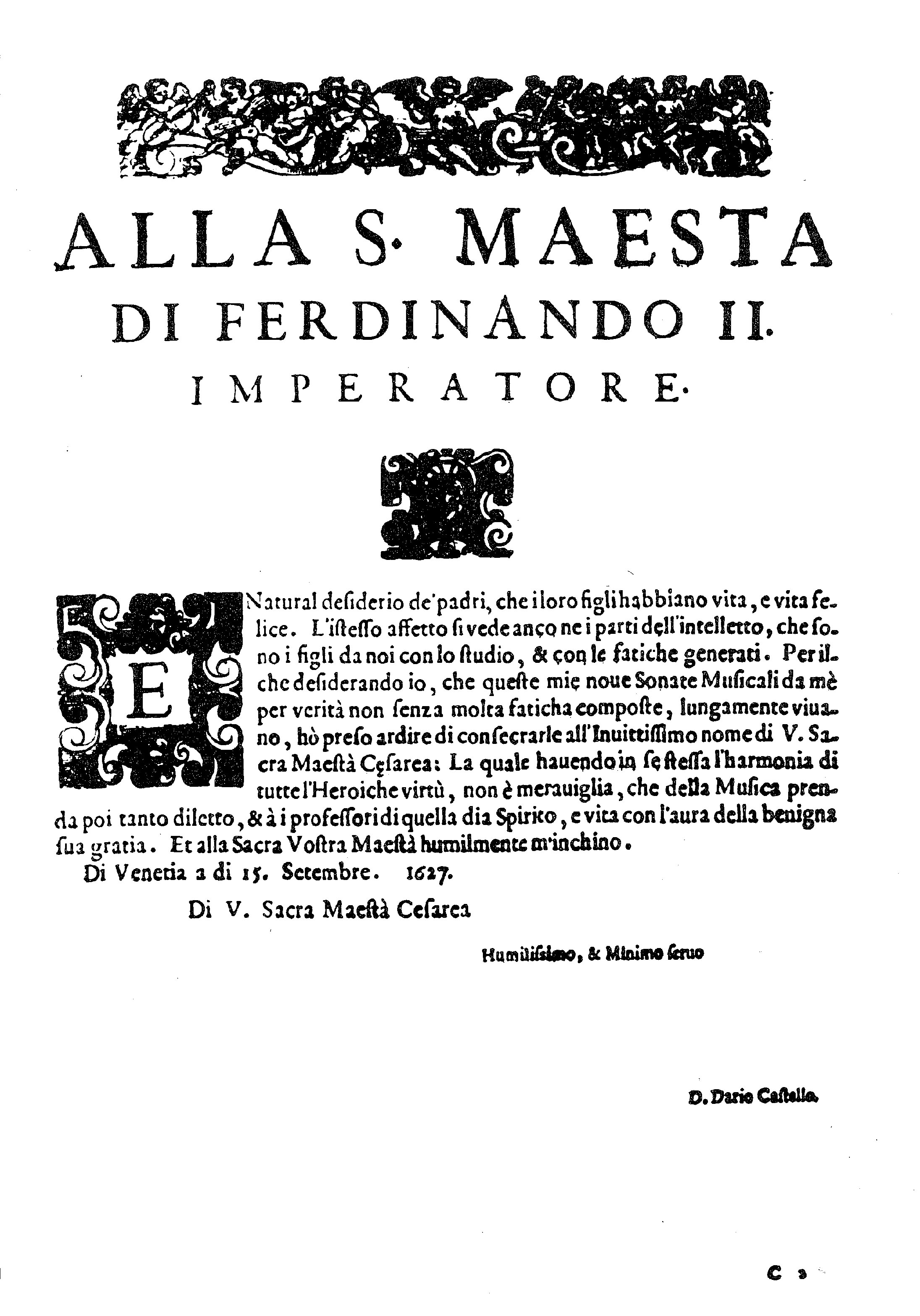

- Sonate Concertate in Stil Moderno, Libro II, Venise, 1629

- Motet Exultate Deo (1625 et 1636)

## Discographie
- Extraits des Sonate Concertate : récital « Sonate concertate in stil moderno » - Concerto Palatino, Bruce Dickey (en) (juin 1990, Accent ACC 9058 D)
- Dario Castello - In Stil Moderno, Ensemble La Fenice, The heritage of Monteverdi vol. IV, Ricercar 206422
- The Floating City, His Majesty's Sagbutts and Cornetts, Hyperion CDA67013.
- Viaggio Musicale, Il Giardino Armonico, Teldec 8573825362.
- Dario Castello Sonate, Ensemble La Capriola, Mieroprint EM 6005.